# Новий Едем (Дискавері)

## Про епізод
Новий Едем — сімнадцятий епізод американського телевізійного серіалу «Зоряний шлях: Дискавері» та другий в другому сезоні. Епізод був написаний Аківою Голдсманом та Сіном Кокрейнрм а режисував Джонанан Фрейкс. Перший показ відбувся 24 січня 2019 року. Українською мовою озвучено студією «ДніпроФільм».

## Зміст
Голос Спока оповідає про його кошмари і як він з ними боровся. Цей аудіофайл слухають Бернем і Пайк. Майкл демонструє планшет Спока — там малюнок 7 сигналів — за 2 місяці до їх появи. Бернем від Пайка дізнається, що Спок передав себе в психіатричну установу і попросив Зоряний флот не повідомляти його родину. Майкл хоче повідомити Пайку — на астероїді вона бачила «Червоного ангела». Але тільки дякує що він повернувся за нею.
«Дискавері» виявляє другий сигнал — але він не піддається обробці. Бернем пропонує підійти ближче — щоб зафіксувати гравітаційні коливання і по ним вирахувати джерело сигналу. Встановлено — джерело знаходиться за 50.000 світлових років. Сару пропонує задіяти споровий двигун і запрошує Стамеца. Кірк погоджується з огляду на серйозність становища. Стамец майже із приреченістю заходить в кабіну спорового двигуна.
«Дискавері» використовує споровий привід, щоб миттєво переміститися до планети Терралізіум з раніше невідомою людською колонією. Циклічна передача свідчить про те, що населення покинуло Землю під час третьої світової війни — повідомлення передавалося близько 200 років. Повідмлення передається на каналі Федерації з місцевої церкви. З огляду на те що місцеве населення живе навіть без електрики Пайк приймає рішення не вступати в контакт. Пайк притримується точки зору що будь-яка достатньо просунута технологія не відрізняється від магії — так земляни могли тут опинитися. На орбіті планети знаходиться кілька кілець з дуже радіоактивних уламків. Тіллі з ризиком для життя відділяє частину уламка з антиматерії — він потрібний для стабілізації інтерфейса спорового двигуна. З уламка в вакуумному утримувачі стається викид енергії і Тіллі відкидає на переборку; кадетка втрачає свідомість.
Пайк і Бернем з Овосекун вирушають на поверхню планети і знаходять первісне суспільство з релігією, що поєднує в собі різні людські віри. На одному з вітражів Майкл бачить зображення Червоного ангела. Їх виявляє місцевий житель; проводиться спільна молитва з Матір'ю — керівницею поселення Едем. Під час спільної молитви Матір оповідає — 2053 року Червоний ангел переніс тих хто переховувався в Білій церкві на цю планету. Яків повідомляє — вони зберегли камеру з шолома їхнього предка, але вона зламана. Експедиційна група «Дисквері» заночовує в церкві.
Тіллі опритомнює в медичній частині — Сару її не шпетить а запокоює. В тому часі сенсори «Дискавері» фіксують сплеск іонізуючої радіації над атмосферою Терралізіуму — сталося гравітаційне зміщення планетарних кілець; радіоактивні уламки падають на планету. Аномалія виробляє радіаційний викид на рівні вимирання усього живого. Екіпаж через перешкоди не може зв'язатися з експедиційною групою. Сару приймає рішення — порятувати життя на планеті.
Пошукова група знаходить в підвалі церкви стародавній передавач лиха. Майкл намагається переконати Пайка — негоже покидати колонію людей; їх під час діалогу застає Яків — він з їх розмови дістає підтвердження слів предків, що Землю не було знищено. Яків вважє пошукову групу справжніми рятівниками жителів Терралізіуму. Група намагається піти — Яків оглушує їх і замикає в підвалі. Тіллі упізнає в співробітниці однокласницю Мей Ейхорн, яка померла за п'ять років до того. Отримавши пораду від Мей, енсін Сільвія Тіллі використовує фрагмент небаріонного астероїда для запобігання катастрофі. Для цього Стамец береться зробити стрибок в самий центр уламків.
Під час контакту одна із мешканок Едему необережно поводиться з бластером; Кірк прикриває вистріл і зазнає серйозного поранення. «Дискавері» як магнітом відтягує уламком від планети радіоактивні уламки. Експедиційна група транспортується на «Дискавері». Повернувшись на «Дискавері», Пайк уздоровлюється; Майкл повідомляє йому — вона бачила на астероїді Ангела, якому поклоняються мешканці Терралізіуму. Пайк повертається на Едем і зустрічається з Яковом та розповідає йому багато чого, порушуючи Першу директиву. Яків виключає саморобний пристрій передачі сигналів порятунку. Крістофер обмінюється з Яковом — надсучасну батарею за шолом солдата часів Третьої світової війни. Від нової батареї Біла церква уночі розсвічується на всю околицю.
Пайк переглядає кадри з камери шолома, взятої на планеті, та бачить там, що Червоний Ангел забирав людей із Землі — як у видінні Бернем.

## Сприйняття та відгуки
Станом на березень 2021 року на сайті «IMDb» серія отримала 7.7 бала підтримки з можливих 10 при 3811 голосах користувачів. На «Rotten Tomatoes» 94 % схвалення при відгуках 18 експертів. Резюме виглядає так: «Серія демонструє великі ідеї, що оточують науку та віру в „Новому Едемі“».
Оглядач «IGN» Скотт Коллура зазначав: «В Новому Едемі Зоряний Шлях продовжує змінюватись, оскільки переходить до більш традиційного підходу, схожого на канонічний Trek, з точки зору тону і навіть формули. Займаючись п'янкими темами, як релігія проти науки, а також весело проводячи час, серія страждає лише від того, що їй не вистачає часу, щоби повністю заглибитися у все, що хотіли в ній показати».
В огляді Раяна Брітта для «Den of Geek» зазначено: «Оскільки „Зоряний шлях: Дискавері“ — це приквел оригінальної серії, він також є приквелом майже до всього „Зоряного шляху“. Через це є сенс чекати Великоднє яйце або два у кожному окремому епізоді „Дискавері“»/
Деррен Френіч в огляді для «Entertainment Weekly» зазначав: «Я стримуюся, аби не похвалити „Зоряний шлях: Дискавері“ фразою на кшталт: Цей епізод дуже схожий на старий „Зоряний шлях“».

## Знімались
- Сонеква Мартін-Грін — Майкл Бернем
- Даг Джонс — Сару
- Ентоні Репп — Пол Стамец
- Мері Вайзман — Сільвія Тіллі
- Енсон Маунт — Крістофер Пайк
- Шейла Маккарті — Матір
- Ендрю Муді — Яків
- Баія Вотсон — Мей
- Ганна Чізман — лейтенантка Ейріам
- Емілі Коуттс — Кейла Делмер
- Патрік Квок-Чун — Ріс
- Ойін Оладейо — Джоан Овосекун
- Ронні Роу — лейтенант Брайс
- Рейвен Дауда — Трейсі Поллард